# شرکت فولاد اکسین خوزستان
فولاد اکسین خوزستان شرکت فولاد ایرانی است، که در زمینه ساخت انواع ورق‌های فولادی موردنیاز جهت ساخت مخازن ذخیره‌سازی فراورده‌های نفتی و سایر محصولات فولادی فعالیت می‌نماید. شرکت فولاد اکسین در سال ۱۳۸۴ تأسیس شد و از سال ۱۳۸۸ تولید انبوه خود را آغاز نمود. هم‌اکنون ظرفیت تولید این شرکت معادل یک میلیون تن انواع محصولات فولادی در سال می‌باشد. دفتر مرکزی و کارخانه تولیدی این شرکت در شهر اهواز قرار دارند. از سال ۸۸ تا ۱۴۰۰ میزان تولید سالانه شرکت حدود ۷۰۰ هزار تن بوده و ظرفیت اسمی آن یک میلیون و ۵۰ هزار تن اعلام شده است.

## تاریخچه
در پاسخ به نیاز و تکمیل زنجیره تأمین صنایع نیازمند به ورق‌های عریض فولادی و عملیات حرارتی همچون نفت، گاز، پتروشیمی و صنایع دریایی و ماشین‌سازی و رفع نیاز محصولات استراتژیک صنعت ایران، شرکت فولاد اکسین خوزستان در سال ۱۳۸۴ تأسیس شد. این شرکت در سال ۱۳۸۸ تولید انبوه خود را آغاز کرد.
پس از تأسیس از سال ۱۳۸۴ تا ۱۳۸۷ عملیات نصب کارخانه به طول انجامید. در سال ۱۳۸۸ کارخانه راه اندازی و شروع بکار کرد و سال ۱۳۸۹ تولید انبوه شروع شد. در سال ۱۳۹۱ از مرز تولید ۶۰۰ هزار تن عبور کرد. همچنین در سال ۱۳۹۲ کوره‌های عملیات حرارتی و تولید محصولات خاص را شروع کرد و بعنوان عنوان شرکت برتر فولادی کشور از سوی اداره استاندارد ایران معرفی شد.
ارزش‌های سازمانی، کیفیت محوری، کار گروهی، شایسته سالاری، مشتری مداری، بهبود مستمر و مسئولیت اجتماعی از ارزش‌های سازمانی این شرکت به حساب می‌آیند.

## تولید
۵۳درصد محصولات تولیدی این شرکت در خطوط انتقال نفت و گاز، بیش از ۳۰درصد مربوط به شرکت‌های تولیدی محفظه‌سازی مخازن تحت فشار نفت و گاز و حدود ۱۰درصد در حوزه مصالح ساختمانی استفاده می‌شود. ظرفیت اسمی شرکت فولاد اکسین یک میلیون و ۵۰ هزار تن در سال است. ظرفیت اسمی تولید ورق در این شرکت سالیانه ۱۰۵۰ هزار تن اعلام شده که حدود ۲۱۰ هزار تن از این محصولات، قابلیت انجام عملیات حرارتی را دارا است. مواد اولیه مصرفی در این شرکت، تختال (اسلب) فولادی است که از کارخانجات فولادسازی با ریخته‌گری مداوم تأمین می‌شود. ابعاد این تختال فولادی به صورت ۱۱۰ تا ۱۳۰ میلی‌متر در ضخامت، ۱۲۰۰ تا ۲۲۰۰ میلی‌متر در عرض و ۳۰۰۰ تا ۴۵۰۰ میلی‌متر در طول است.

### واحد فولادسازی
شرکت فولاد اکسین خوزستان مجوز ایجاد واحد فولاد سازی را در جوار کارخانه فولاد اکسین گرفت. مدیران این شرکت معتقدند این واحد باعث جلوگیری از خروج حداقل ۶۵۰ میلیون دلار ارز به صورت سالیانه از کشور خواهیم بود. گفته می‌شود این واحد به منظور تأمین مواد اولیه (اسلب) برای تولید ورقه‌های عریض فولادی مورد مصرف در صنعت نفت (تولید لوله‌های انتقال گاز و نفت) مشروط به تأمین زیرساخت‌های حمل و نقل ریلی کلیه محصولات کارخانه است.
تا کنون ۲۰ درصد از زیرساخت این طرح انجام شده است.

### محصولات
این شرکت تولیدکننده انواع ورق‌های سیاه و ورق‌های اکسین است. از ورق‌های سیاه تولیدی این کارخانه می‌توان به ورق اکسین ST37 و ورق اکسین ST 52 اشاره کرد. از ورق‌های اکسین در صنایع مختلفی از جمله صنعت ساخت و ساز، کشتی سازی، لوله سازی، خودرو سازی، ساخت تجهیزات مورد نیاز مخزن‌های فشار و… استفاده می‌شود. کارخانه فولاد اکسین ورق سیاه را در دو نوع ورق st37 و st52 تولید می‌کند که هر نوع کاربردهای متفاوتی دارند.
محصولات این شرکت در زمینه لوله سازی، کشتی‌سازی، استحکام بالا، مخازن تحت فشار، ساختمانی و خودرو سازی بهره برده می‌شود.

### پروژه‌های استراتژیک

#### گوره - جاسک
در سال ۱۳۹۸ طرح ملی انتقال نفت خام از گوره به جاسک با عنوان خط لوله گوره–جاسک کلید خورد که شرکت فولاد اکسین تولیدکننده ورق‌های فولادی محیط ترش و شیرین مورد نیاز صنعت نفت و گاز بوده که در اجرای این طرح ورق‌های مورد نیاز این پروژه را انبوه‌سازی و تولید کرد.

#### API 5LX80PSL2
تولید ورق‌های فولادی API 5LX80PSL۲ که برای اولین بار در خاورمیانه برای رفع نیاز صنعت نفت و گاز ایران راه‌اندازی شد. ورق‌های API 5LX80PSL۲ به کشورهای حاشیه خلیج فارس و اسپانیا صادر می‌شوند.

#### فولادسازی شرکت فولاد اکسین خوزستان
این شرکت ۷۰۰ هزار تن سالانه تولیدات ورق فولادی دارد، در حالیکه ظرفیت اسمی آن ۱میلیون و ۵۰ هزار تن بوده و با اجرای طرح توسعه مجتمع فولادی به این ظرفیت می‌رسد.

## مالکیت
سهام‌داران اصلی فولاد اکسین شرکت سرمایه‌گذاری صندوق بازنشستگی کشوری، شرکت سرمایه‌گذاری تأمین اجتماعی و گروه ملی صنعتی فولاد ایران می‌باشند.

## استانداردها
- شرکت فولاد اکسین خوزستان دارای استاندارهای مختلفی است که در زیر به تعدادی از این استانداردها اشاره می‌شود:
- استاندارد ایزو ۹۰۰۱:۲۰۰۸ مرتبط با مدیریت کیفیت
- استاندارد ایزو ۱۴۰۰:۲۰۰۱ مرتبط با مدیریت زیست‌محیطی
- استاندارد ایزو ۱۰۰: ۲۰۰۷ مرتبط با استاندارد مدیریت کیفیت، رضایتمندی مشتری، راهنمایی‌هایی برای اصول رفتاری سازمان
- استاندارد ایزو ۱۸۰۰:۲۰۰۷ مرتبط با مدیریت ایمنی و بهداشت حرفه ای
- استاندارد ایزو ۱۰۰۰۲:۲۰۰۴ مرتبط با استاندارد مدیریت کیفیت، رضایتمندی مشتری، راهنمایی‌هایی برای رسیدگی به شکایات در سازمان‌ها

## وضعیت اشتغال
| عنوان                                                              | نفر    |
| ------------------------------------------------------------------ | ------ |
| اشتغال مستقیم در ظرفیت کنونی فولاد اکسین خوزستان(۱ هزار و ۴۰۰ نفر) | ۱۲٬۰۰۰ |
| اشتغال غیرمستقیم در طرح توسعهٔ فولاد اکسین خوزستان                  | ۲۳٬۰۰۰ |

۷۰ درصد از کارکنان شرکت فولاد اکسین خوزستان بین ۳۱ تا ۴۰ سال سن دارند.

## شرکت‌های وابسته
شرکت سازه تجهیز فولاد امین
- تعاونی مصرف کارکنان فولاد اکسین
- شرکت اکسین صنعت یاران جنوب[۱۶]

## وضعیت مالی
فولاد اکسین که تا قبل از سال ۱۳۹۹ بدهکار بود توانست ۸۰ درصد بدهی‌هایی که از سنوات گذشته در خصوص محصولات داشته را تا پایان آبان ماه ۹۹ تسویه کند و تا آخر اردیبهشت ۱۴۰۰ به‌طور کلی همه تعهدات تسویه شد.

## بازرگانی
شرکت فولاد اکسین خوزستان محصولات خود را عمدتاً به کشورهای آلمان، ایتالیا، بلژیک و هلند صادر می‌کند.
صادرات به اروپا و آسیای میانه و کشورهای حاشیه خلیج فارس از اهداف صادراتی این شرکت عنوان شده است.

## محیط زیست
طرح‌ریزی و جاری کردن ۱۱ ساختارِ حفاظت از محیط زیست باعث شد شرکت فولاد اکسین خوزستان در بیست و دومین همایش ملی واحدهای صنعتی معدنی و خدماتی سبز به عنوان واحد صنعتی سبز در سطح ملی (ایران) انتخاب شود. این شرکت اعلام کرده است که کاهش آلودگی‌های زیست‌محیطی را در قالب طرح‌های جامع در برنامه‌ریزی مدیریت سازمانی نهاده است.